# Отныне и во веки веков (фильм)
«Отныне и во веки веков» (англ. From Here to Eternity — «Отсюда в вечность») — чёрно-белая драма 1953 года режиссёра Фреда Циннемана с Бертом Ланкастером, Монтгомери Клифтом и Фрэнком Синатрой в главных ролях, рассказывающая о буднях солдат накануне нападения на Пёрл-Харбор. Снята по одноимённому бестселлеру (англ., 1951) Джеймса Джонса. Входит в десятку самых кассовых голливудских фильмов 1950-х годов. Фильм был номинирован на 13 «Оскаров» и получил 8 статуэток, в том числе за лучший фильм года.
В 2002 году включён в Национальный реестр фильмов, обладая «культурным, историческим или эстетическим значением». По версии Американского института кино картина занимает ряд мест:
- 52-е место в списке «100 фильмов» за 1998 год (не включена в список 2007 года);
- 19-е место в списке мужчин «100 звёзд» (Берт Ланкастер);
- 20-е место в «100 страстей».

## Сюжет
Конец 1941 года, Пёрл-Харбор. Рядовой американской армии Роберт Ли Прюитт (Монтгомери Клифт) переведён из форта Шафтер в стрелковую роту в казармы Скофилда на гавайском острове Оаху. Капитан Дэна Холмс (Филип Обер) узнаёт, что тот — бывший первый горнист, пониженный со звания капрала, место которого занял новоприбывший друг командира, а также успешный боксёр, и призывает его вступить в секцию, которой он руководит, намереваясь таким образом дослужиться до майора. Однако Прюитт отказывается: однажды он сильно покалечил Дикси Уэллса на ринге и поэтому завязал с боксом больше года назад. Отказ сильно задевает капитана, но сержант Мильтон Уорден (Берт Ланкастер) обещает изменить мнение новичка, «задавив его уставом». Во время отбоя капрал Бакли (Джек Уорден) говорит Прюитту, что сержант Уорден держит дистанцию в общении и является лучшим солдатом, которого он когда-либо видел.
Другие офицеры всячески издеваются над рядовым — заставляют бегать вне строя за недостаточно хорошую чеканку шага или плохую сборку винтовки. Прюитт находит поддержку лишь в лице рядового Анджело Маджио (Фрэнк Синатра).
Тем временем у сержанта Уордена развивается роман с Карен (Дебора Керр), миловидной женой капитана Холмса, уехавшего по делам в город. Сначала они уединяются в их доме, расположенной на территории части, а затем целуются у скал в пене прибоя.
Прюитт и Анджело выходят в город, сослуживец приводит рядового в конгресс-клуб мисс Кипфер, где тот обращает внимание на привлекательную брюнетку Лорин (Донна Рид). Маджио вступает в спор с играющим на фортепианно сержантом Джеймсом «Толстяком» Джадсоном (Эрнест Боргнайн). В это время на пляже Карен рассказывает любовнику о своей трагедии — через два года после свадьбы она узнала, что муж ей изменяет. Однажды он пришёл домой пьяный и не вызвал ей врача, когда у неё начались схватки. После рождения мёртвого мальчика и информации о том, что она больше не сможет иметь детей, Карен начала крутить романы, в том числе с подчинёнными Холмса.
Прюитт рассказывает Лорин о своей трагедии — однажды во время тренировочного поединка с другом Дикси он вырубил его, после чего тот впал в кому, а через неделю, выйдя из неё, ослеп. Увидев слёзы, льющиеся из невидящих глаз, он решил завязать с боксированием.
На следующий день капрал Бакли предупреждает рядового, что Холмс подговорил офицеров спровоцировать его на драку. Офицеры продолжают измываться над Прюиттом — сначала вырыть ровную яму, а затем «похоронить газету». Прюитт отказывается извиняться перед боксирующим сержантом Айком Галовичем (Джон Деннис), пролившим рядом с ним ведро воды, пока он мыл пол у ринга, за что Холмс приказывает тому совершить длинную пробежку под надзором офицера Пелусо. Холмс приказывает Уордену приготовить бумаги для трибунала из-за нарушения рядовым субординации. Тот отговаривает капитана, прося в альтернативу удвоить наказание. Прюитта определяют на кухню мыть посуду, а прежде он выносил мусор и мёл улицу.
Через 6 недель стойко выносящего лишения рядового наконец отпускают в город. В баре появляется сержант Джадсон, целующий фотографию сестры Маджио, за что получает стулом в затылок. Драку останавливает Уорден, горлышком разбитой бутылки вынуждающий вспыльчивого старшего сержанта бросить нож. Джадсон угрожает Анджело расправиться с ним в карцере. Уорден разрешает Прюитту оставить нож «Толстяка» себе, и предлагает тому увольнительную.
Анджело, собирающегося в город по увольнительной, в последнюю минуту ставят на пост по причине заболевания рядового Андерсона. Роберт впервые за много недель встречается с Альмой, недовольной его долгим отсутствием, но девушка, признающаяся, что её зовут Альма Бёрк (мисс Кипфер дала ей имя «Альма» из-за рекламы парфюма), не может уйти из-за аншлага. Однако вскоре удаётся вырваться из конгресс-клуба, в баре к ним присоединяется Маджио, ушедший с поста. Прюитт обнаруживает напившегося друга в кустах и ищет для того машину. Во время отсутствия рядового Анджело устраивает драку с двумя патрульными.
Рядового Маджио приговаривают к 6 месяцам гауптвахты под надзором сержанта Джадсона. Тот не упускает случая вдоволь поиздеваться над своим обидчиком и берётся за дубинку. В это время Альма приглашает Роберта к себе домой, тот знакомится с её подругой Жоржеттой, сообщающей, что здесь не было мужчины с тех пор, как умер кот.
Мильтон и Карен устраивают свидание в баре под открытым небом, но уходят после прихода туда офицеров. Женщина предлагает Уордену стать офицером, дабы взять её замуж, но тот отвечает. что не желает учиться на него из-за ненависти к подобным людям. Любовники быстро понимают, что не могут друг без друга. Прюитт признаётся Бёрк, что хочет жениться на ней — через год он будет демобилизован, и если получит звание сержанта, то вернётся в Штаты. Однако Альма говорит, что не хочет стать женой солдата. Её цель — накопить денег, вернуться в Орегон, построить дом для себя и матери, найти правильного мужчину с правильной профессией, выйти замуж и родить правильных детей. Миссис Холмс говорит с мужем о разводе, тот считает, что её любовник — гражданский.
Один из солдат сообщает Прюитту, что Джадсон бьёт Анджело армейским котелком по спине и груди, чтобы не было видно побоев, но тот намерен сбежать из одиночной камеры. Подошедший сержант Галович вновь предлагает рядовому принять участие в финале по боксу 15 декабря и выиграть чемпионат, но, получив очередной отказ, наступает на руку Прюитту и начинает наносить удары. Рядовой не хочет отвечать, следуя своему обещанию, но, подначиваемый сослуживцами, выходит из себя и наносит сержанту ряд мощных ударов. Именно в этот момент в драку вмешивается капитан Холмс, пару минут назад давший рекомендации Уордену на звание офицера. Свидетели жарко доказывают, что зачинщиком был именно Галович.
Ночью Уорден и Прюитт пьют прямо на дороге, тот хвалит рядового за то, что тот надавал Галовичу, и сообщает о нежелании становиться офицером. Маджио сбегает из карцера, спрятавшись в кузове грузовика и пройдя милю после того, как вывалился оттуда. Рядовой умирает на руках Роберта от смертельных пыток Джадсона, желающего расквитаться и с Прюиттом. Ночью солдаты слышат, как скорбящий по товарищу плачущий рядовой трубит в рог. Прюитт решает отомстить за смерть товарища — поджидает «Толстяка» у конгресс-клуба, заводит в переулок и в почти беззвучной драке убивает того его собственным ножом, но и сам оказывается тяжело ранен в живот. Он еле доходит до Альмы, пока Уорден, читающий в газете об убийстве начальника охраны карцера, покрывает его трёхдневное отсутствие.
Командир части, видевший драку и невмешательство Холмса, начинает своё расследование. Капитан вынужден подать в отставку вместо военного трибунала, его преемник, капитан Росс заявляет боксёрской команде, что больше не будет повышения по званию через бокс, а также понижает Галовича до рядового и отправляет «чистить сортир».
Карен по телефону назначает встречу Уордену на пляже. Женщина говорит, что отставка Холмса вынуждает их вернуться на материк через неделю, но сержант отвечает, что не дал ход бумагам — заполнил, но не подписал приказ о повышении. Сержант окликает проходящего мимо солдата, посчитав, что это Прюитт, но ошибается и сообщает об этом женщине. Та понимает, что Уорден уже женат на армии, и решает вернуться к нелюбимому мужу, прекращая это враньё. Мильтон надеется, что это не последняя их встреча. Лорин читает пьющему Прюитту, что в деле об убийстве Джадсона по прежнему нет зацепок.
7 декабря 1941 года. Ранним воскресным утром базу атакуют японские истребители. Уорден организует переживших обстрел солдат, говорит повару сварить ведро кофе и позволяет рядовым убрать охранника, дабы попасть на склад амуниции. Бойцы занимают оборону. Узнав о нападении по радио, Прюитт, выполняя солдатский долг, решает вернуться в часть, несмотря на мольбы Альмы уехать и пожениться. На протяжении всего фильма он пытался избежать бессмысленного кровопролития, но в условиях военного времени пацифизм неуместен. Под покровом темноты одетый в гражданскую одежду Прюитт с открывшейся раной проигнорировал приказ остановиться и получает очередь в спину от патрульного, принявшего его за японского десантника. Уорден опознаёт солдата, говоря, что тот «был упрямым, но хорошим солдатом, преданным армии, как никто другой». Сержант говорит телу Прюитта, что тому надо было приспособиться и заняться боксом, чтобы избежать всего этого.
Несколько дней спустя по случайному стечению обстоятельств Альма и Карен встречаются на корабле, плывущем на материк. Карен согласно примете бросает венок в море, гадая, вернётся ли она когда-нибудь на Гавайи. Лорен говорит, что не вернётся туда, и сообщает полученную ложную информацию, что её жених-лётчик, возглавлявший звено, героически погиб во время нападения на Пёрл-Харбор и был награждён Серебряной звездой посмертно. Награду отправили его матери, которая передала её ей. Карен, услышавшая «забавное старинное имя» Роберт Ли Прюитт, которым назвали возлюбленного девушки в честь генерала, ничего не отвечает.

## В ролях
- Берт Ланкастер — первый сержант Мильтон Уорден
- Монтгомери Клифт — рядовой Роберт Ли Прюитт
- Фрэнк Синатра — рядовой Анджело Маджио
- Дебора Керр — Карен Холмс, жена Дэна
- Донна Рид — Альма «Лорин» Бёрк, подруга Прюитта
- Эрнест Боргнайн — сержант Джеймс «Толстяк» Джадсон
- Филип Обер — капитан Дэна «Динамит» Холмс
- Микки Шонесси — капрал Лива
- Джек Уорден — капрал Бакли
- Джон Деннис — сержант Айк Галович
- Мерл Трэвис — Сэл Андерсон

В титрах не указаны
- Уиллис Бучи — подполковник
- Роберт Карнс — сержант Торп Торнхилл
- Джордж Ривз — сержант Мейлон Старк
- Джин Уиллз — Аннетт, администратор клуба
- Мэри Карвер — Нэнси

## Кастинг
Итало-американец Фрэнк Синатра, прочитав роман Джеймса Джонса, очень хотел сыграть роль итало-американца Маджио. Он засыпал студию и главу студии «Коламбиа Пикчерс» Гарри Кона телеграммами с подписью «Маджио», но Кон опасался брать в серьезную драму непрофессионального актера, который «танцевал и пел вместе с Джином Келли». Ава Гарднер, которая была знакома с женой Кона, Джоаной, попросила её посодействовать и позволить мужу пройти кинопробы. Хотя после всех кинопроб на роль был утвержден Илай Уоллак, он впоследствии отказался от роли, променяв её на постановку «Camino Real» на Бродвее. Несмотря на то, что Фрэнк Синатра получил за эту роль всего 8 тыс. долл. (ср. со 130 тыс. долл. за его же роль восемью годами ранее в фильме «Поднять якоря!»), приз киноакадемии позволил ему с триумфом вернуться в шоу-бизнес и воскресить свою карьеру, которая до этого неумолимо шла под уклон.
На роль Карен Холмс приглашалась Джоан Фонтейн, но она отказалась по семейным обстоятельствам. Позднее Джоан сильно сокрушалась по этому поводу, так как её дальнейшая карьера вскоре пошла на спад. От услуг Джоан Кроуфорд пришлось отказаться после того, как она заявила, что её красоту может запечатлеть только тот оператор, с которым она работала над предыдущим фильмом. В итоге на женские роли были утверждены Дебора Керр и Донна Рид, обе предстали перед зрителем в неожиданном свете, так как прежде специализировались на ролях добродетельных, несколько чопорных жён.
Монтгомери Клифт совершенно не умел боксировать и отказался брать уроки бокса перед съёмкой, поэтому во всех сценах с драками его заменяет дублёр, что можно увидеть при внимательном просмотре фильма.

## Цензура

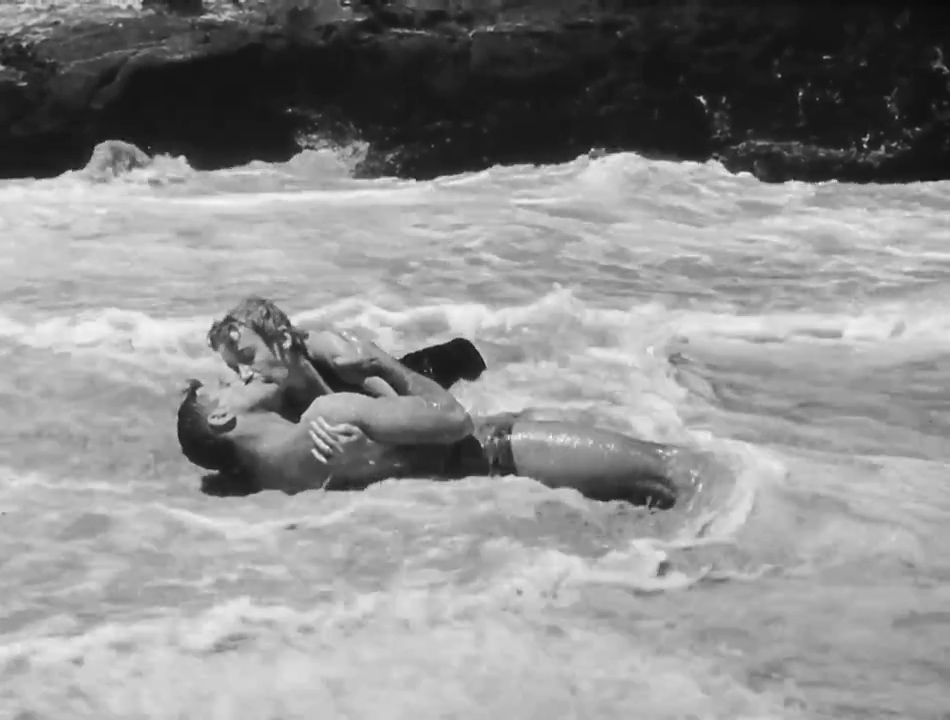
Любовные ласки почти голых мужчины и женщины в пене набегающего прибоя, символизирующей «страстность оргазма», воспринимались в своё время как подлинная сексуальная революция.

Несмотря на репутацию одного из самых откровенных фильмов своего времени, создатели картины в соответствии с требованиями кодекса Хейса цензурировали некоторые пассажи книги Джонса: в частности, сцену на пляже, где Керр и Ланкастер занимаются любовью, и упоминания о гей-жизни, кипящей в Вайкики, а также о том, что Маджио по сути занимается мужской проституцией.
В рукописи Джонса даже содержались описания секса между мужчинами, которые не могли быть опубликованы в то время; полная версия книги без цензурных купюр поступила в продажу только в 2011 году.

## Награды
Критики приняли фильм с восторгом. В частности, «Variety» заявил, что «это выдающаяся экранизация книги, с какого угла ни взгляни», «подбор актёров восхитителен» и «произносимые с экрана строчки врезаются в память».
Основные награды и номинации:
- 1953 — топ-10 фильмов года по версии Национального совета кинокритиков США
- 1954 — 2 премии «Золотой глобус»:
  - лучший режиссёр (Фред Циннеман)
  - лучшая мужская роль второго плана (Фрэнк Синатра)
- 1954 — 8 премий «Оскар»:
  - лучший фильм (Бадди Адлер)
  - лучший режиссёр (Фред Циннеман)
  - лучшая мужская роль второго плана (Фрэнк Синатра)
  - лучшая женская роль второго плана (Донна Рид)
  - лучший адаптированный сценарий (Дэниел Тарадаш)
  - лучший монтаж (Уильям Лайон)
  - лучшая операторская работа (чёрно-белый фильм) (Бёрнетт Гаффи)
  - лучший звук (Джон П. Ливадари («Columbia SSD»))
- 1954 — специальная премия Каннского кинофестиваля (Фред Циннеман)
- 1954 — премия Гильдии режиссёров США в номинации «Лучший режиссёр художественного фильма» (Фред Циннеман)
- 1954 — премия Гильдии сценаристов США за лучшую американскую драму (Дэниел Тарадаш)
- 1954 — «Золотая медаль за фильм года» от журнала Photoplay

Номинации:
- 1954 — номинация на премию «BAFTA» за лучший фильм
- 1954 — премия «Оскар»:
  - лучшая мужская роль (Берт Ланкастер и Монтгомери Клифт)
  - лучшая женская роль (Дебора Керр)
  - лучшая музыка (саундтрек к драматическому или комедийному фильму) (Джордж Дьюнинг, Моррис Столофф)
  - лучший дизайн костюмов (чёрно-белый фильм) (Жан Луи)

## Ремейки
По мотивам романа Джонса были сняты многосерийный телевизионный фильм 1979 года и 13-серийная «мыльная опера» 1980 года. В обоих главные женские роли исполнили Натали Вуд и Ким Бейсингер.
Режиссёр Терренс Малик долгое время готовился к съёмкам ремейка ленты 1953 года, но в итоге экранизировал другой военный роман Джеймса Джонса — «Тонкая красная линия».